# Ньюри (река)
Ньюри, или Кланри (англ. Newry / Clanrye River, ирл. An Rí), — река в графстве Даун, Северная Ирландия.
Река проходит через город Ньюри и впадает в Карлингфорд-Лох рядом с Уорренпойнтом. Река формирует историческую границу между Армой и графством Даун. Некоторые карты называют часть ниже по течению от Ньюри рекой Ньюри, и часть перед Ньюри — Кланри, но не все источники делают это различие.
Название Кланри происходит от ирландского Gleann Rí — «долина королей».
Во время одной из исследовательских миссий Святого Патрика в Ирландии он разбил лагерь на песчаном участке реки. Устраиваясь там, он принял решение посадить тис, дерево, символизирующее рост и укрепление веры Ирландии. Эта история дала реке имя Iúr Cinn Trá. Вокруг этого тиса был возведён монастырь, позднее замененный в 1144 году на цистерианское аббатство.